# 高橋均 (実業家)
高橋 均（たかはし ひとし、1947年6月3日-  ）は、日本の経営者。ハイデイ日高社長を務めた。茨城県出身。

## 来歴・人物
1965年に茨城県立上郷農業高等学校を卒業し、1974年に中華料理来来軒に入社した。1983年10月に日高商事常務、2001年6月にハイデイ日高専務を経て、2009年6月には社長に就任した。2022年5月には相談役に就任。